# Corynosoma shackletoni
Corynosoma shackletoni är en hakmaskart som beskrevs av Zdzitowiecki 1978. Corynosoma shackletoni ingår i släktet Corynosoma och familjen Polymorphidae. Inga underarter finns listade i Catalogue of Life.